# Clostridium subterminale
Il Clostridium subterminale è una specie di batterio appartenente alla famiglia delle Clostridiaceae.